# Войченко Сергій Валентинович
Сергій Валентинович Войченко (15 листопада 1955, Жданов, Донецька область, УРСР, СРСР — 9 грудня 2004, Мінськ, Білорусія) — білоруський художник, графік, живописець, скульптор, дизайнер, володар понад 40 нагород міжнародних конкурсів, бієнале та фестивалів плакату.

## Біографія
Сергій Валентинович Войченко народився 15 листопада 1955 року в Жданові, в сім'ї моряка. З чотирьох років жив у Мінську. У 1969 році вступив до художньої школи на відділення скульптури. 1974 року закінчив школу. У 1975 році вступив до Білоруського державного театрально-мистецького інституту на факультет дизайну, де познайомився зі своїм співавтором Володимиром Цеслєром (разом працювали з 1978 року). 1984 року захистив диплом серією плакатів «Історія Мінська».
Помер 9 грудня 2004 року.

## Роботи
- Плакати «Нержавіючий Сталін», «1939, початок війни в Польщі», «Карл Маркс 1990-х», «Афганістан», «Good morning, Belarus», «Від міжнародного року миру — до миру без воєн та зброї», «Війна несе людям…», «Афган, Forbidden Fruit», «Contemporary art+centre „VITA NOWA“», Made in NEW RUSSIA, «Ех, в яблучко…».
- «Вудсток. 30 років. — Levi's — у колекції Лувру.

## Персональні виставки
- 2000 — Державний Російський музей, Володимир Цеслєр і Сергій Войченко. Проєкт століття (дванадцять із XX)»[1]
- 2004 — Монмартр, Париж
- 2008 — Самара, галерея «Вавілон»[2]